# Пиньейру-Гранде
Пиньейру-Гранде (порт. Pinheiro Grande)  —  район (фрегезия) в Португалии,  входит в округ Сантарен. Является составной частью муниципалитета  Шамушка. По старому административному делению входил в провинцию Рибатежу. Входит в экономико-статистический  субрегион Лезирия-ду-Тежу, который входит в Алентежу. Население составляет 1051 человек на 2001 год. Занимает площадь 32,16 км².
Покровителем района считается Дева Мария (порт. Santa Maria do Pinheiro Grande). 